# Adelebsen

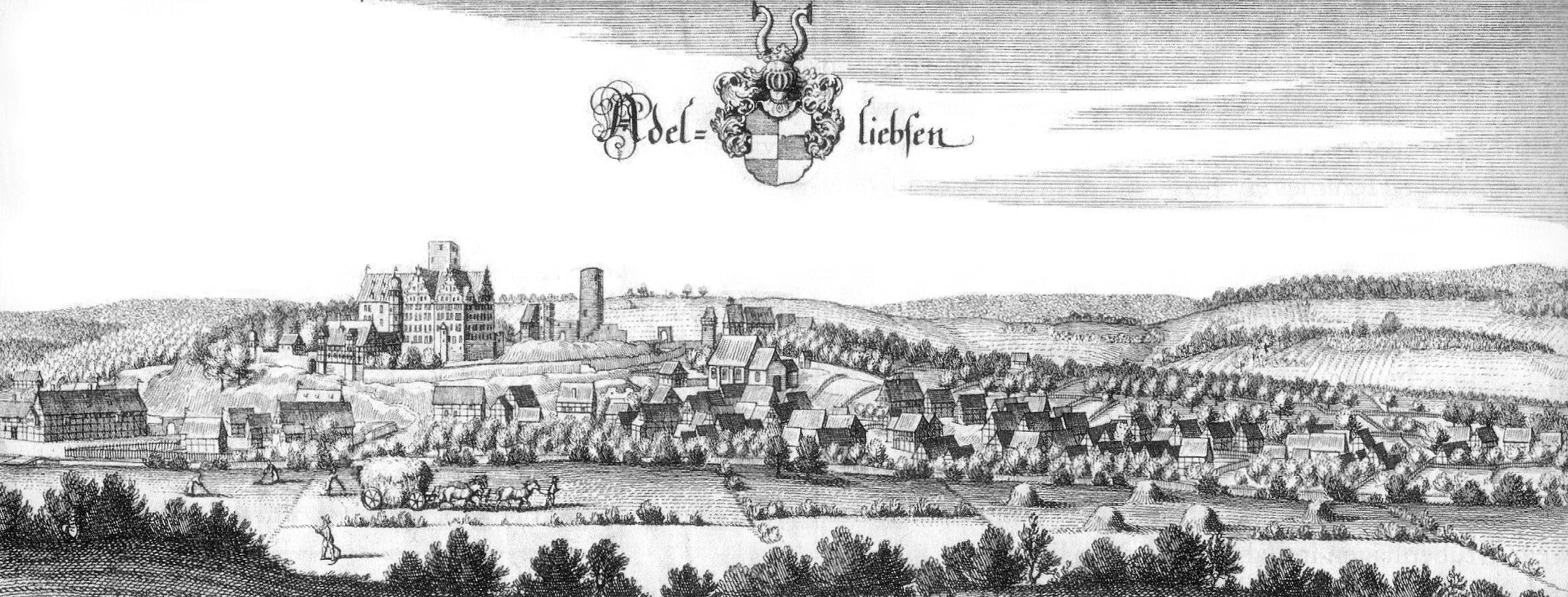
Merian-Stich von Adelebsen um 1650

Adelebsen ist ein Flecken in Niedersachsen, der etwa 15 Kilometer westlich von Göttingen an der Schwülme liegt. Er hat 6174 Einwohner und gehört zum Landkreis Göttingen. Der Flecken Adelebsen besteht aus der Kernortschaft Adelebsen und den Ortsteilen Barterode, Eberhausen, Erbsen, Güntersen, Lödingsen und Wibbecke.

## Geschichte
Die Ortschaft Adelebsen wurde 990 erstmals mit der Bezeichnung Ethelleveshusen erwähnt. In diesem Jahr schenkte der spätere Kaiser Otto III. seiner Schwester Sophie hier Ländereien. Der das Dorf und die Straße (durch das Schwülmetal an die Weser) überragende Sandsteinfelsen eignete sich für die Errichtung einer Burganlage. Im 13. Jahrhundert siedelten die Herren von Wibbecke aus ihrem in der Nähe liegenden Dorf über und erbauten auf dem Felsen die Burg Adelebsen, die in Urkunden erstmals 1295 erwähnt wurde. Sie nannten sich von Adelebsen, das damals de Adelevessen lautete.
Am 1. Mai 1394 erhielt der Ort von den Grund und Gerichtsherren das „Weichsbildrecht“, das eine Art Recht zur Selbstverwaltung darstellte. Daraus entwickelte sich 1693 die Bezeichnung „das Flecken“. Während der gesamten Zeit von 13. Jahrhundert bis 1852 befand sich Adelebsen im Patrimonialgericht, das die Grundherrn von Adelebsen eingerichtet hatten. Eine Ausnahme jedoch bildete die kurze Zugehörigkeit Adelebsens zum Königreich Westphalen. Gegen Ende des 15. Jahrhunderts kam es zu einer Fehde zwischen den Herren von Adelebsen und dem Landgrafen Wilhelm von Hessen, an der sich auch der Herzog von Braunschweig-Lüneburg Erich I. zugunsten derer von Adelebsen beteiligte. Es kam zu einem Krieg zwischen dem Braunschweiger und dem Hessischen Landgrafen, der 1497 einen Teil von Barterode niederbrannte, die dortige Kirche einnahm und viele Gefangene machte und sich anschließend 1503 gegen Adelebsen wandte. Erich I. kam jedoch dem Landgrafen von Hessen zuvor, befestigte Adelebsen und hinterließ im Ort eine starke Besatzung. Der Konflikt endeten mit dem Verzicht des Hessischen Landgrafen auf seine Lehnshoheit über Adelebsen, die sollte fortan der Braunschweiger Erich I. besaß.
Unter den Wirren des Dreißigjährigen Krieges hatte Adelebsen, ähnlich wie viele andere Orte im südniedersächsischen Raum, zu leiden. Zwar wurde ein Schutzbrief für die Ortschaft erlassen, jedoch konnte dieser nicht abwenden, dass 1629 der Feldherr Tilly weite Teile Adelebsens stark zerstörte. Noch bis in die Nachkriegsjahre wird von den verheerenden Schäden berichtet.
Die Herren von Adelebsen verfügten über gute finanzielle Einnahmequellen, denn neben den 1543 eingerichteten Gerichts- und 1550 begründeten Polizeiordnungen erließen die Grundherrn alle möglichen Rechte betreffend der Einnahmequellen, die ihnen ein standesgemäßes Leben boten. Die einträglichsten Einnahmequellen waren das Konzessionsrecht für das Brauereiwesen, die Krugnahrung, die Handelsgeschäfte, einige Handwerksbetriebe und der Jahrmarkt. Auch der Judenschutz war eine Einnahmequellen durch Beiwohnungs- und Schutzgeld.
In wirtschaftlicher Hinsicht spielten seit Beginn des 19. Jahrhunderts jüdische Geschäftsleute eine immer wichtigere Rolle in Adelebsen. So befanden sich im Jahre 1811 unter den 1168 Einwohnern des Ortes 97 Juden. 1859 wurden 15 der insgesamt 23 Geschäfte des Ortes von den jüdischen Mitbürgern geleitet, was Adelebsen den Beinamen „Klein-Jerusalem“ einbrachte. In der Pogromnacht vom 9. November 1938 wurde die Adelebser Synagoge von vermutlich Göttinger SS-Angehörigen zerstört, die man eigens dafür nach Adelebsen beordert hatte. In der Folgezeit wurden alle jüdischen Einwohner in das Konzentrationslager Theresienstadt verschleppt, aus dem am Ende des Krieges lediglich ein Überlebender zurückkehrte.
Durch um 1870 beginnenden Basaltabbau der in der Nähe gelegenen Berge Bramburg, Grefenburg und Backenberg wurde Adelebsen zum Standort einer bedeutenden Steinbruchindustrie.
Von 1885 bis 1932 gehörten Adelebsen und seine Ortschaften zum Kreis Uslar. Dieser wurde dann mit dem Kreis Northeim vereinigt. Erst am 1. Januar 1973 wurde Adelebsen aus dem Landkreis Northeim in den Landkreis Göttingen ausgegliedert.
Im März 1993 geriet der Ort deutschlandweit in die Schlagzeilen, als die „Autonome Antifa (M)“ aus Göttingen mit etwa 2000 Teilnehmern, ein großer Teil von ihnen behelmt und vermummt im Schwarzen Block, eine Demonstration gegen ein Schulungszentrum der NPD in Adelebsen durchführte.

### Ortsname
Frühere Ortsnamen von Adelebsen waren in den Jahren 990 Ethelleueshuson, 1162 Adeleuissen, 1234 und 1241 Adelevessen, 1253 Adelewessen und 1258 Adelevesen. Der Name geht auf die Siedlung des „Athal-levo“ zurück.
Eine Sage gibt eine andere Erläuterung zur Herkunft des Namens:

„Ein Fräulein Namens Adelheid war Hoffräulein der Gemahlin Heinrichs des Vogelstellers und bei dem Könige sehr beliebt. Sie war mit einem Ritter Dietmar verlobt, und als die Hochzeit bevorstand, versprach ihr der König so viel Land als Brautgabe zu schenken, wie sie in einem Tage umreiten könne. Der König verweilte aber gerade auf seiner Burg bei Göttingen (Burg Grona). Adelheid umritt nun in einem Tage ein großes Stück Land und gewann dieses so zum Eigenthum. Dietmar und Adelheid erbauten sich dann nach ihrer Vermählung, etwa eine Stunde von dem jetzigen Schlosse, eine Burg, welche sie Adelheidshusen nannten, woraus der Name Adelebsen geworden ist. Späterhin, zur Zeit des schwarzen Todes, wurde die alte Burg von ihren Bewohnern verlassen und das heute noch bestehende Schloß gebaut. Auch die Bewohner der Ortschaft, welche am Fuße der alten Burg entstanden war, baten um die Erlaubniß sich am Fuße der neuen Burg anzubauen und erhielten sie. So entstand der Flecken Adelebsen.“

### Eingemeindungen
Am 1. Januar 1973 wurden die Gemeinden Barterode, Eberhausen, Erbsen, Güntersen, Lödingsen und Wibbecke eingegliedert.

## Politik

### Rat
| Ratswahl 2021Wahlbeteiligung: 64,53 % 403020100 38,33 %26,34 %14,73 %9,69 %2,81 %6,14 %1,95 % SPDCDUGrüneFDPGLeB/WfJaegergAnmerkungen:e Wählergruppe Günterser Listef Freie Wählergruppe Barterode/Wibbeckeg Einzelkandidat Dennis Jaeger | Sitzverteilung im Rat 2021Insgesamt 18 Sitze - SPD: 7 - Grüne: 3 - FDP: 2 - B/W: 1 - CDU: 5 B/W: Freie Wählergemeinschaft Barterode/Wibbecke |

(Stand: Kommunalwahl 2021)
Der Rat des Fleckens Adelebsen verfügt über 19 Sitze. Ein Sitz wird durch den Bürgermeister gestellt. Die verbleibenden 18 Sitze verteilen sich nach dem Wahlergebnis der Kommunalwahl 2021. Die FDP und die Wählergruppe Pro Barterode/Wibbecke bilden dabei eine gemeinsame Fraktion. Insgesamt sind somit 4 Fraktionen im Rat vertreten.

### Bürgermeister
Am 22. Januar 2006 wurde überraschend die 29-jährige CDU-Politikerin Dinah Stollwerck-Bauer mit 58 % gegen ihren Mitbewerber Norbert Hilke (SPD) zur Bürgermeisterin gewählt. Als Nachfolger setzte sich in der Stichwahl am 6. Oktober 2013 der Kandidat Holger Frase (SPD) mit 68,68 % der abgegebenen Stimmen gegen die Kandidatin Elke Vetter (CDU) durch. Die Wahlbeteiligung betrug 55,72 %. Frase trat sein Amt am 27. Januar 2014 an.
Bei der Wahl am 12. September 2021 wurde Frase mit 52,71 % wiedergewählt. Die Wahlbeteiligung lag bei 64,36 %. Frase trat seine zweite Amtszeit am 27. Januar 2022 an. Aufgrund der Synchronisierung der Bürgermeisteramtszeit mit der des Gemeinderates verlängert sich seine Amtszeit bis zum 31. Oktober 2031.

### Ortsräte
Die Ortsteile des Fleckens Adelebsen werden durch insgesamt 45 Ratsmitglieder in sieben Ortsräten vertreten. Seit der Kommunalwahl 2021 verteilen diese sich wie folgt:
| Ortsteile  | SPD | CDU | Grüne | 0WG | parteilos | 00∑ |
| ---------- | --- | --- | ----- | --- | --------- | --- |
| Adelebsen  | 5   | 2   | 1     | -   | 1g        | 9   |
| Barterode  | -   | -   | -     | 7a  | -         | 7   |
| Eberhausen | -   | -   | -     | 5b  | -         | 5   |
| Erbsen     | -   | -   | -     | 5c  | -         | 5   |
| Güntersen  | -   | -   | -     | 7d  | -         | 7   |
| Lödingsen  | -   | -   | -     | 7e  | -         | 7   |
| Wibbecke   | -   | -   | -     | 5f  | -         | 5   |
| ∑          | 5   | 2   | 1     | 36  | 1         | 45  |

a Wählergruppe (WG) Gemeinsame Liste Barterode (4 Sitze), Freie WG Pro Barterode (3 Sitze), b Eberhäuser WG, c WG Erbsen, d WG Günterser Liste, e WG Gemeinsame Liste Lödingsen, f WG Gemeinsam für Wibbecke, g Einzelkandidat Dennis Jaeger

### Wappen, Flagge und Siegel

Wappen
Hissflagge
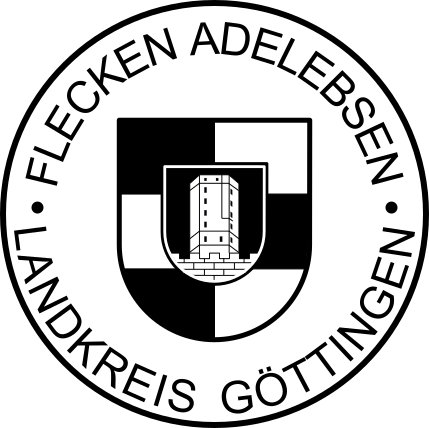
Siegel

Blasonierung: „Auf einem sechsfach von Blau und Silber gewürfelten Schild, ein golden umbordeter Herzschild, der in Blau den silbernen Adelebser Burgturm über silberner Zinnenmauer zeigt.“
Das Wappen wurde vom niedersächsischen Ministerium des Inneren 1956 genehmigt. Es ist abgeleitet vom Wappen der Freiherren von Adelebsen, die einen gespaltenen und zweifach geteilten Schild in Blau und Silber führten. Das Wappen wurde ergänzt durch den Herzschild mit dem Burgturm.
Beschreibung der Flagge: „Die Flagge ist blau-weiß quergestreift mit aufgelegtem Wappen in der Mitte.“
Beschreibung des Siegels: „Das Dienstsiegel des Fleckens Adelebsen enthält das Wappen der Gemeinde mit der Umschrift „Flecken Adelebsen, Landkreis Göttingen“.“

### Partnerstädte
- Ostrówek (Polen), seit 1999
- Wieluń (Polen), seit 1999

## Sehenswürdigkeiten
Siehe auch 
- Liste der Naturdenkmale
- Liste der Baudenkmale
- Liste der Bodendenkmale

in Adelebsen

### Burg Adelebsen

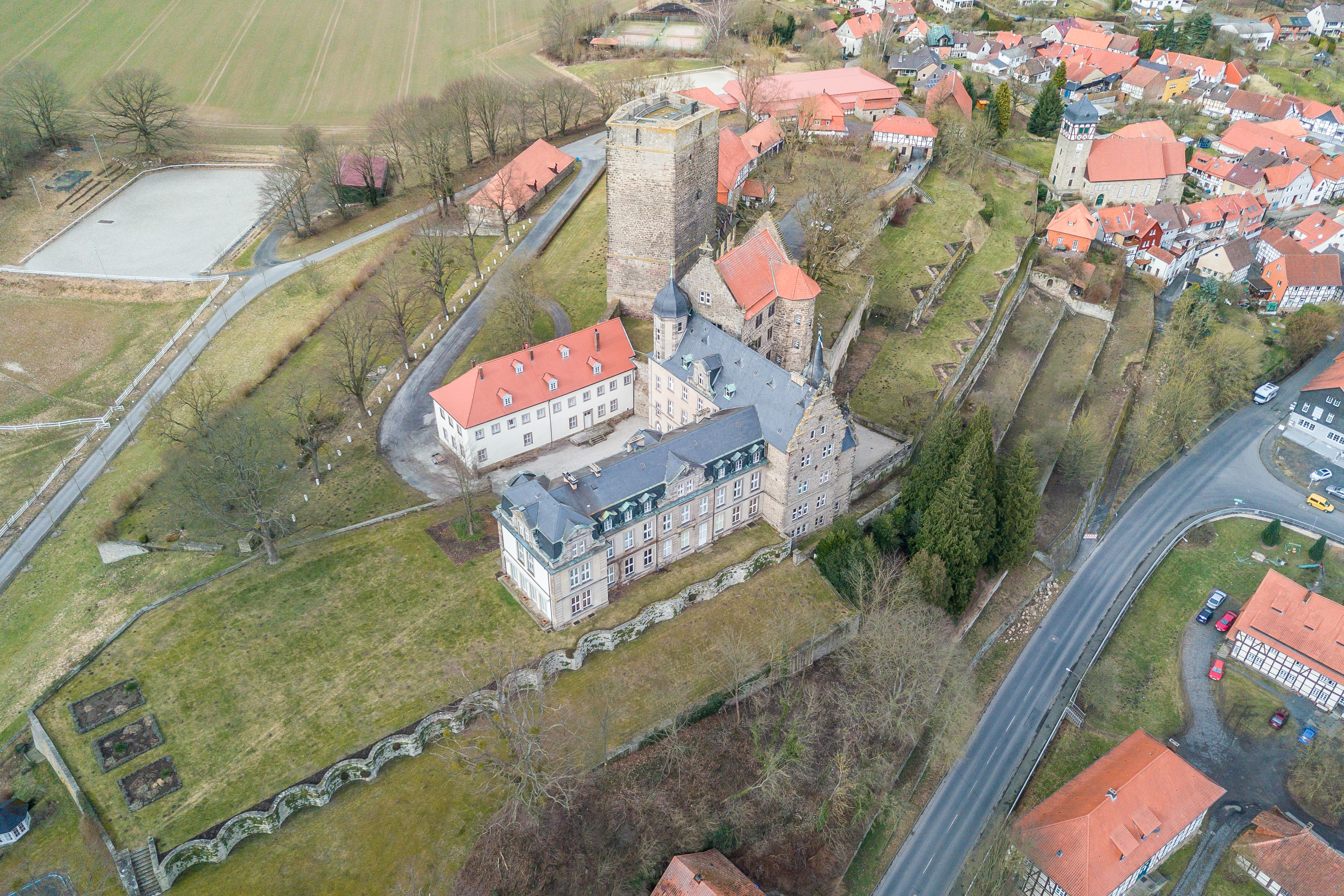
Burg Adelebsen

Die Burg Adelebsen wurde im 13. Jahrhundert von den Herren von Wibbecke erbaut, die ihren Stammsitz hierher verlegten. Der etwa 40 Meter hohe Wohnturm mit fünfeckigem Grundriss stammt im Kern aus der Mitte des 13. Jahrhunderts, durch weitere Gebäude wurde die Anlage in der Renaissance und im Barock ergänzt und zu einem Schloss umgestaltet. Zur Schlossanlage gehört auch ein terrassierter Garten am Hang zum Schwülmetal sowieso eine großflächige Gutsanlage im Tal unterhalb des Schlosses.

### Evangelisch-lutherische St.-Martini-Kirche

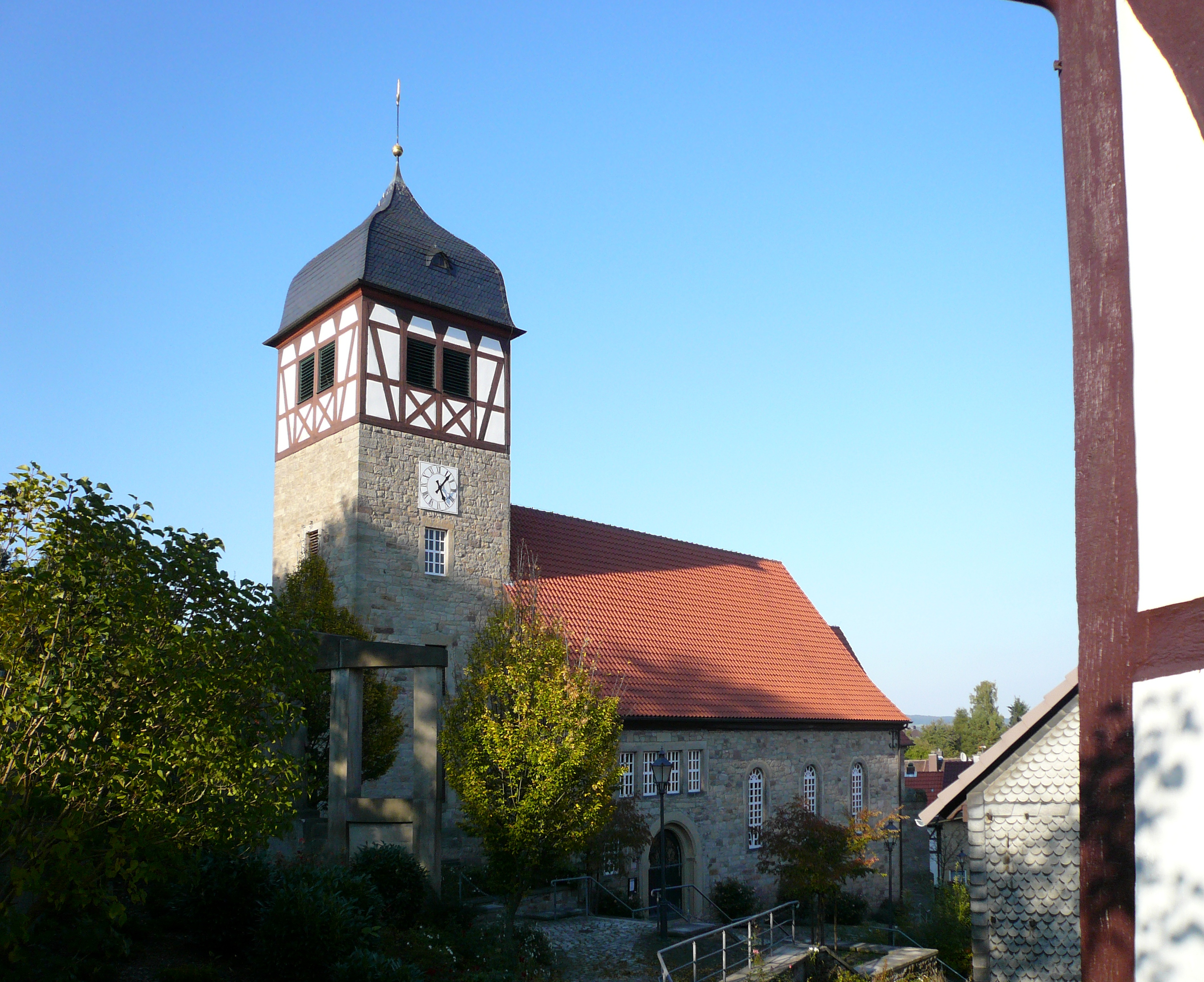
Martinikirche

Die St.-Martini-Kirche in Adelebsen wurde im 13. Jahrhundert erbaut. Spätestens für das 15. Jahrhundert existieren Zeugnisse einer örtlichen Kirchengemeinde, als am 6. Januar 1419 in einer Urkunde Albrecht von Bernßen erwähnt wird, welcher als Patron des Altars St. Spiritus auftritt. Ihm und dem Besitzer des Altars, Cord Kornegel, verpflichtet sich die Stadt Göttingen für 18 Mark jährlich sechs Stübchen Wein und ein Quartier zum Gottesdienst zu verkaufen. Eine weitere Urkunde aus dem Jahre 1443 berichtet von Wachs- und Weinlieferungen, welche bis 1856 bestanden. Bis zur Reformation gehörte die Adelebsener Pfarrkirche zum Sprengel des Abtes von Bursfelde. Wann genau die Reformation Einzug in Adelebsen hielt, ist nicht überliefert, greift man jedoch zu indirekten Zeugnisse, zeigt sich, dass eine 1542 von Anton Corvinus vorgenommene Kirchenvisitation im Fürstentum Göttingen belegte, dass außer Nörten-Hardenberg und dem Kloster Marienstein alle geistlichen Einrichtungen im Land die lutherischen Glaubensideale aufgenommen hatten. So spricht auch eine Urkunde aus dem Jahr 1564 davon, dass die örtliche Pfarrkirche und christliche Lehre hier verlassen und vaciret, was darauf schließen lässt, dass der alte Glaube allmählich der neuen Konfession weichen musste. Bodo VI. (1519–1580) forcierte die Reformation, obwohl er durch sein Amt als Statthalter Herzog Erichs II. eine gewisse Nähe zu einem Feind der neuen Glaubenslehre besaß. Zu jenem Zeitpunkt lassen sich auch die Herren von Adelebsen als diejenigen nachweisen, welche das jus patronatus über ihren Besitz ausübten. Ein herzoglicher Brief vom 12. März 1594 bestätigt dieses Recht.
Das Kirchengebäude in seiner heutigen Gestalt ähnelt nicht mehr dem ursprünglichen Bau und stammt aus verschiedenen Zeiten. Der älteste Teil befindet sich im Bereich des Chors, der einst die Privatkapelle der Herren von Adelebsen gewesen ist. Später baute man an dieser Stelle das Kirchenschiff höher und breiter als den älteren Teil an. Die Renaissancekanzel stammt aus dem Jahr 1562, während der Altar barocken Ursprungs ist. Die Erweiterung fand vermutlich nach dem Dreißigjährigen Krieg statt, als sich der Flecken Adelebsen, begünstigt durch den Zuzug der Bewohner aus den umliegenden zerstörten Dörfern, vergrößerte. Von den vier Glocken der Kirche stammt die größte aus dem Jahr 1267 und ist somit eine der ältesten datierten Glocken Niedersachsens. Ihre drei kleineren Schwestern stammen ebenfalls aus dem 13. Jahrhundert (4) bzw. aus dem Jahre 1948 (2+3).

### Katholische Kirche St. Hedwig und Adelheid

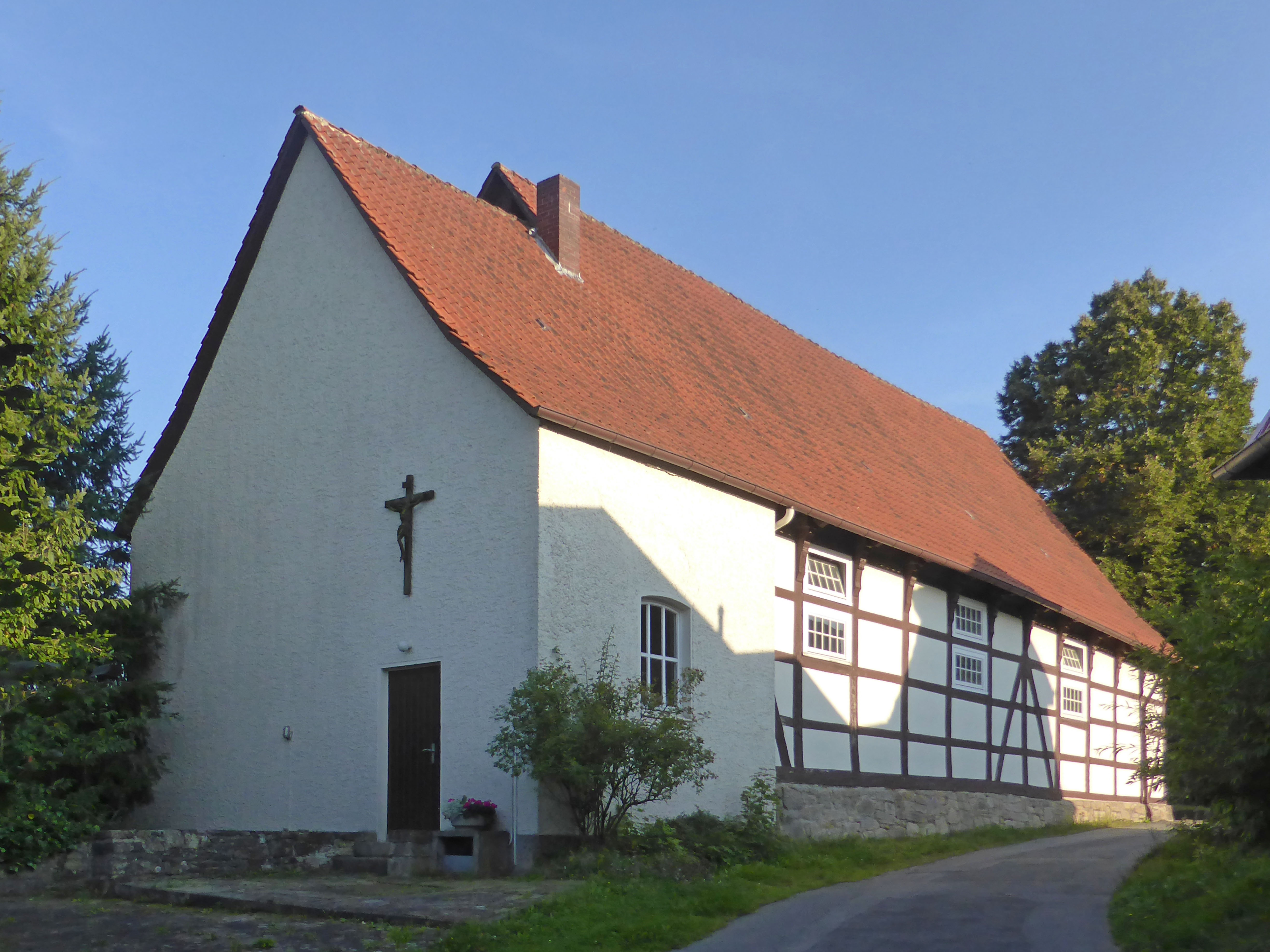
St. Hedwig und Adelheid

Nach dem Zweiten Weltkrieg kam eine große Anzahl katholischer, vor allem schlesischer Vertriebener, nach Adelebsen. 1949 stellte deshalb der Baron Georg von Adelebsen dem Bistum Hildesheim die zum Schloss Adelebsen gehörige Zehntscheune für eine katholische Kirche zur Verfügung. An die zur Verfügung gestellte Scheune wurde ein Altarraum angebaut und 1950 weihte Bischof Joseph Godehard Machens von Hildesheim die Kirche.
Die Zehntscheune ist ein Fachwerkgebäude aus dem Jahre 1577. Hier wurde früher der Zehnte gesammelt und eingelagert. Das Gebäude steht heute, wie der gesamte Schloss-Bereich, unter Denkmalschutz.

### Wüstung Reinshagen (Reynhardeshagen)

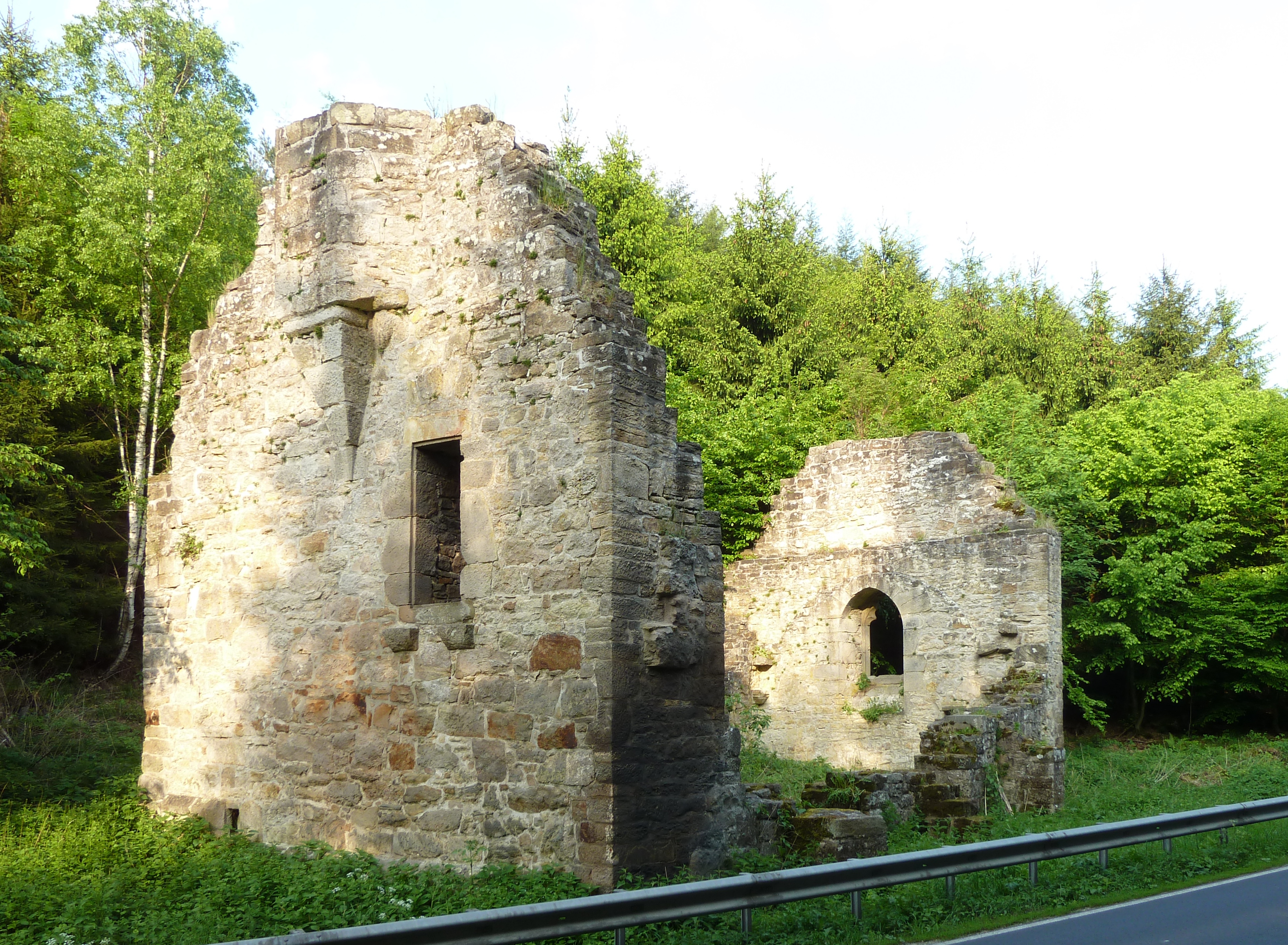
Kapellenruine Reinshagen (2010)

Etwa 3 Kilometer westlich des Ortsrandes von Adelebsen befindet sich im Schwülmetal und in der Nähe der Landesgrenze die Wüstung Reinshagen (Reynhardeshagen), deren spätgotische Kapellenruine direkt an der heutigen Landesstraße 554 liegt. In manchen Veröffentlichungen wird die Ruine auch als „Alte Kirche Reinshagen“ bezeichnet. Es handelt sich um eine kleine ehemalige Saalkirche auf rechteckigem Grundriss in Sandstein-Bruchsteinmauerwerk, der nicht geostet ist, sondern stark nach Süden schwenkt, was wohl mit der Lage am Hangfuß zusammenhängt. Von der Kapelle sind drei Außenwände erhalten, die Ansätze von zwei Kreuzgewölbejochen auf Konsolen zeigen. Mittig in der südöstlichen Giebelwand sitzt ein Spitzbogenfenster mit Maßwerkresten. Den ehemaligen Hauptfassadenschmuck dürfte ein achteckiger Giebelreiter auf der nordwestlichen Giebelwand dargestellt haben, dessen sorgfältig ausgearbeitete Werksteinkonsole gut erhalten ist.

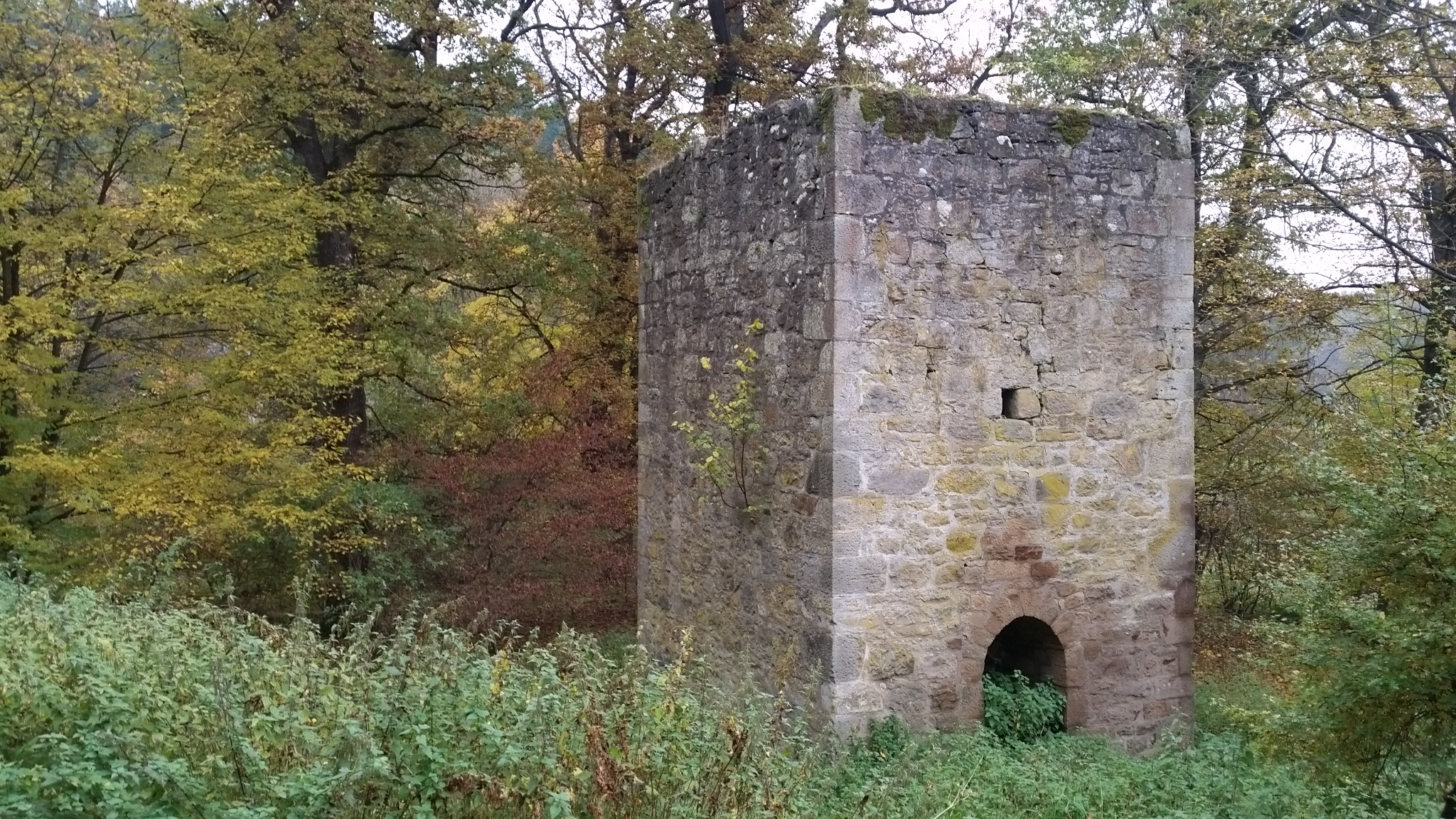
Wartturm der Wüstung Reinshagen (2021)

Die Kapelle wurde 1445 erstmals schriftlich erwähnt und war  zu Ehren Mariens geweiht. Der Sage nach wurde die Kapelle gestiftet von Reinhard von Adelebsen, welcher als Schildknappe 1101 bei Heinrich dem Fetten diente und Heinrich den Löwen 1172 auf seiner Pilgerreise nach Jerusalem begleitete. Auf diesem Zuge soll Reinhard verschiedene Reliquien gesammelt und die Stiftung der Kapelle veranlasst haben, um darin die Heiligtümer aufzubewahren. 1199 wurde die Kapelle angeblich vom Erzbischof von Mainz Konrad I. von Wittelsbach feierlich eingeweiht und bestätigt. Später sollen bei dieser Kapelle Wunder geschehen sein, die viele Besucher anzogen und Wallfahrten veranlassten. Besonderer Andrang herrschte während des Kirchweihfestes, das auch Kaufleute anzog und einen Jahrmarkt entstehen ließ. Um den zahlreichen Pilgern ein Obdach zu geben, rodeten die Nachfahren Reinhards von Adelebsen das Gebiet um die Kapelle und gründeten das Dorf Reynhardeshagen.
Westlich der Kapellenruine steht nahe der Schwülme die Ruine eines mittelalterlichen Wartturms, der die historische Straße im Schwülmetal absicherte.

### Steinarbeitermuseum

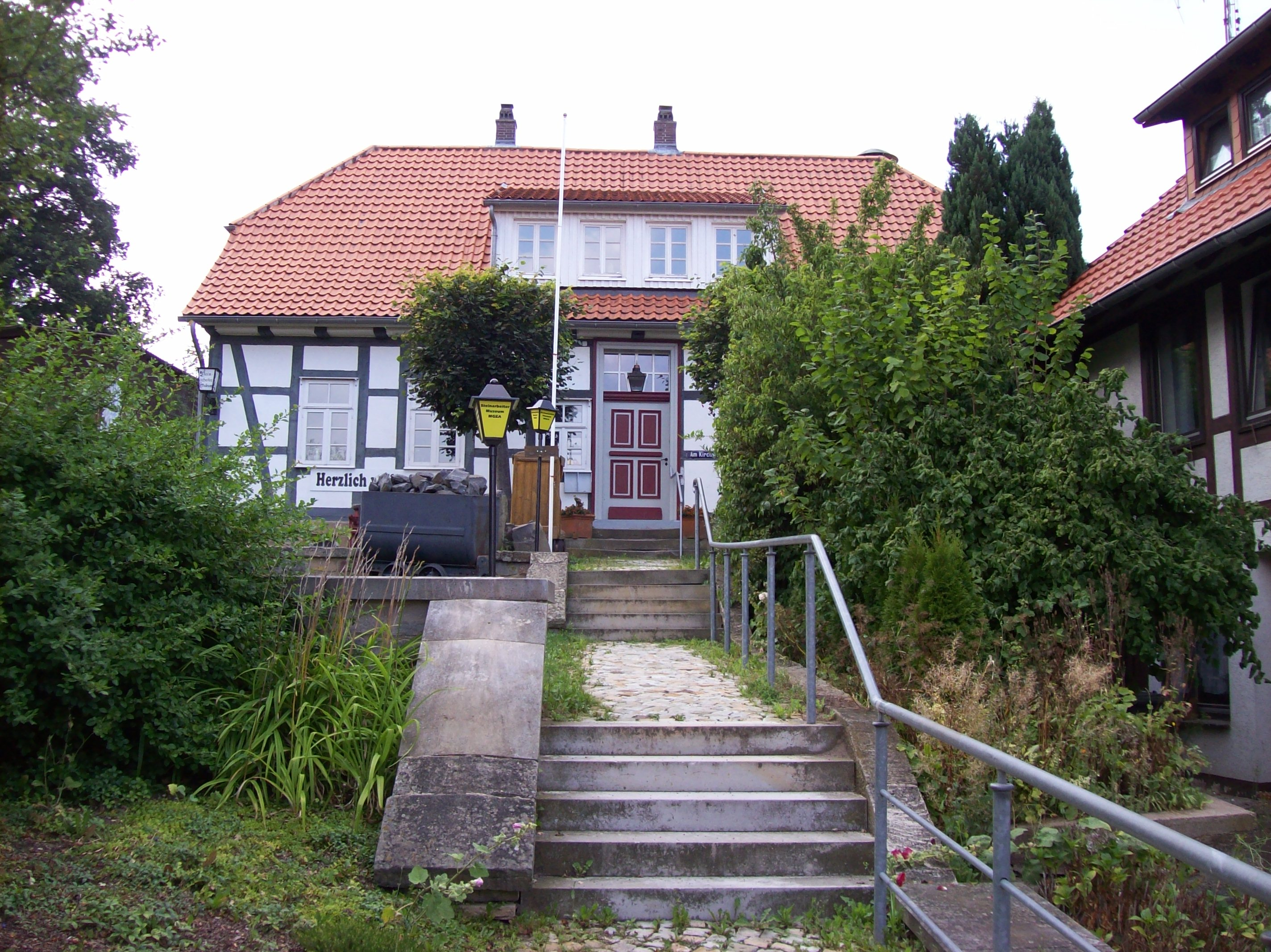
Steinarbeitermuseum

In einem ehemaligen Fachwerk-Schulgebäude mit Lehrerwohnung im Ort wurde 1994 ein Museum eingerichtet, dessen Schwerpunkt auf der Dokumentation des alltäglichen Lebens der Steinarbeiter in den Basaltbrüchen des Backenbergs, der Bramburg und der Grefenburg liegt. Neben dem Arbeitsleben wird auch das private Umfeld dargestellt. Das Museum wird ehrenamtlich durch einen eingetragenen Verein betreut.

### Jüdischer Friedhof
Die jüdische Gemeinde in Adelebsen zählte in der 1. Hälfte des 19. Jahrhunderts zu den größten jüdischen Gemeinden der Region. Sie wurde in der Zeit der nationalsozialistischen Diktatur zunächst durch Auswanderungsdruck verkleinert und schließlich durch Deportation und Ermordung der letzten Mitglieder vernichtet; nur ein einziger Überlebender kehrte zurück. Die 1836 erbaute Synagoge wurde im Rahmen der Novemberpogrome 1938 zerstört. Erhalten blieb der Friedhof, der Anfang des 18. Jahrhunderts westlich des Ortes auf einem stark hängigen Grundstück angelegt worden war. Es sind über 200 Grabsteine erhalten, die in den Jahren 1999 bis 2004 restauriert wurden. Der älteste Grabstein ist auf 1733 datiert.

## Verkehr

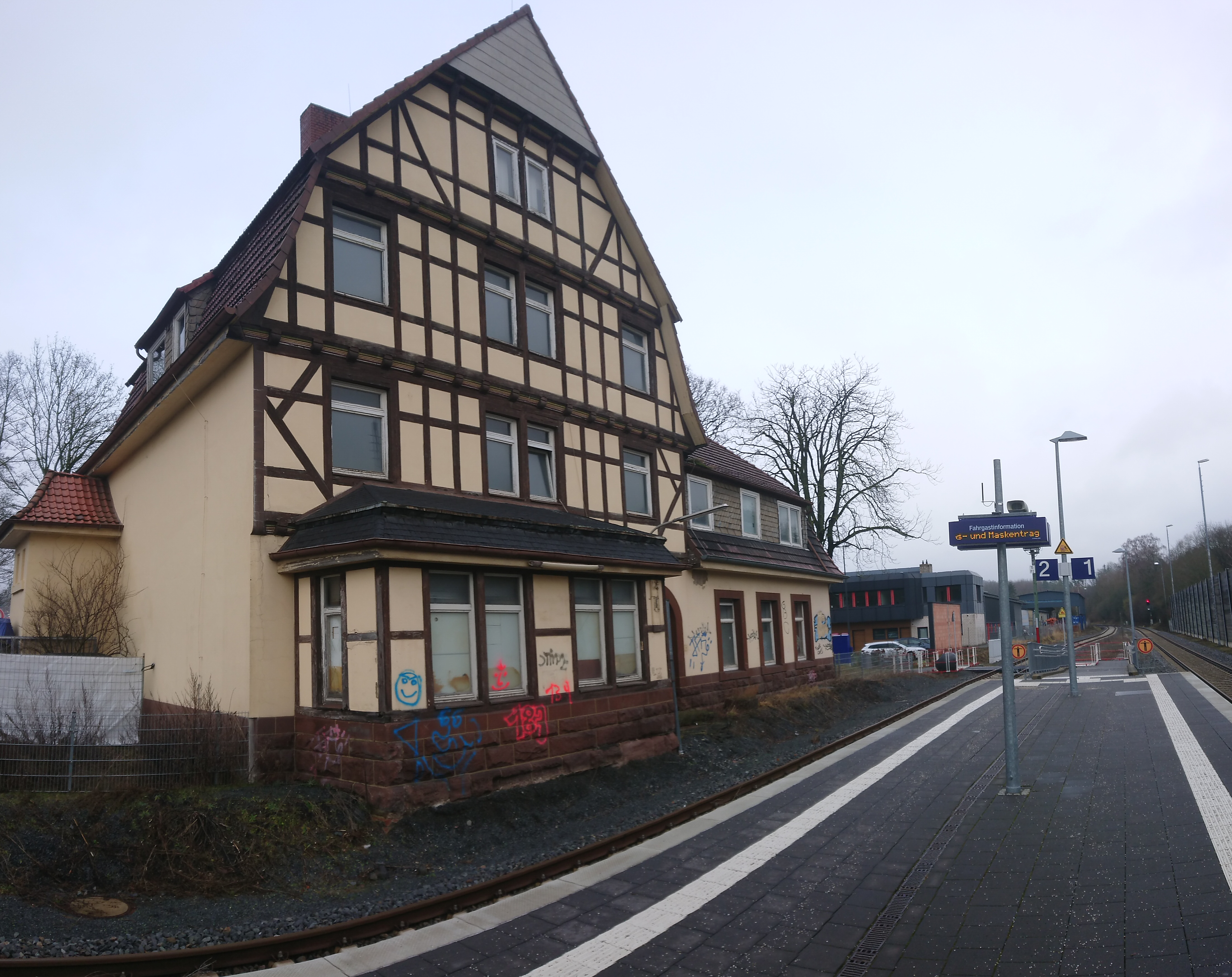
Bahnhof Adelebsen, das Bahnhofsgebäude ist 2017 ungenutzt

Der Bahnhof Adelebsen liegt an der Bahnstrecke Göttingen–Bodenfelde. Er wird stündlich von der Linie RB 85 der NordWestBahn bedient.
| Linie | Verlauf | Takt                                              |
| ----- | --- | ------------------------------------------------- |
| RB 85 | Oberweserbahn: Paderborn Hbf – Altenbeken – Bad Driburg – Brakel (Höxter) – Höxter-Ottbergen – Beverungen-Wehrden – Lauenförde-Beverungen – Bad Karlshafen – Bodenfelde – Vernawahlshausen – Offensen (Kr North) – Adelebsen – Lödingsen – Lenglern – Göttingen Stand: Fahrplanwechsel Dezember 2023 | 60 min (werktags) 120 min (Wochenenden/Feiertage) |

## Persönlichkeiten

### Söhne und Töchter des Ortes
- Hans-Hermann Bartens (* 1945), Finnougrist
- Heinrich Christian Burckhardt (1811–1879), Forstmann – nach ihm ist die Grundschule in Adelebsen benannt
- Otto Deneke (1875–1956), Rechtsanwalt, Kommunalpolitiker, Kulturhistoriker und Bibliophiler
- Karl-Rudolf Fischer (* 1954), Politiker (SPD)
- Ernst Gräfenberg (1881–1957), Mediziner, publizierte den G-Punkt
- Selly Gräfenberg (1863–1921), Neuphilologe (Anglist, Romanist), Schul- und Sachbuchautor
- Christhard Mahrenholz (1900–1980), Theologe und Musikwissenschaftler, Vizepräsident des Landeskirchenamts in Hannover und Abt des Klosters Amelungsborn
- Gunther Tietz (1961–1993), Schriftsteller, Lyriker, Herausgeber
- Markus Beerbaum (* 1970), Springreiter

### Personen, die in Adelebsen gewirkt haben
- Johannes Lebek (1901–1985), Holzschneider, Grafiker und Buchillustrator